# Пресс Тамара Натанівна

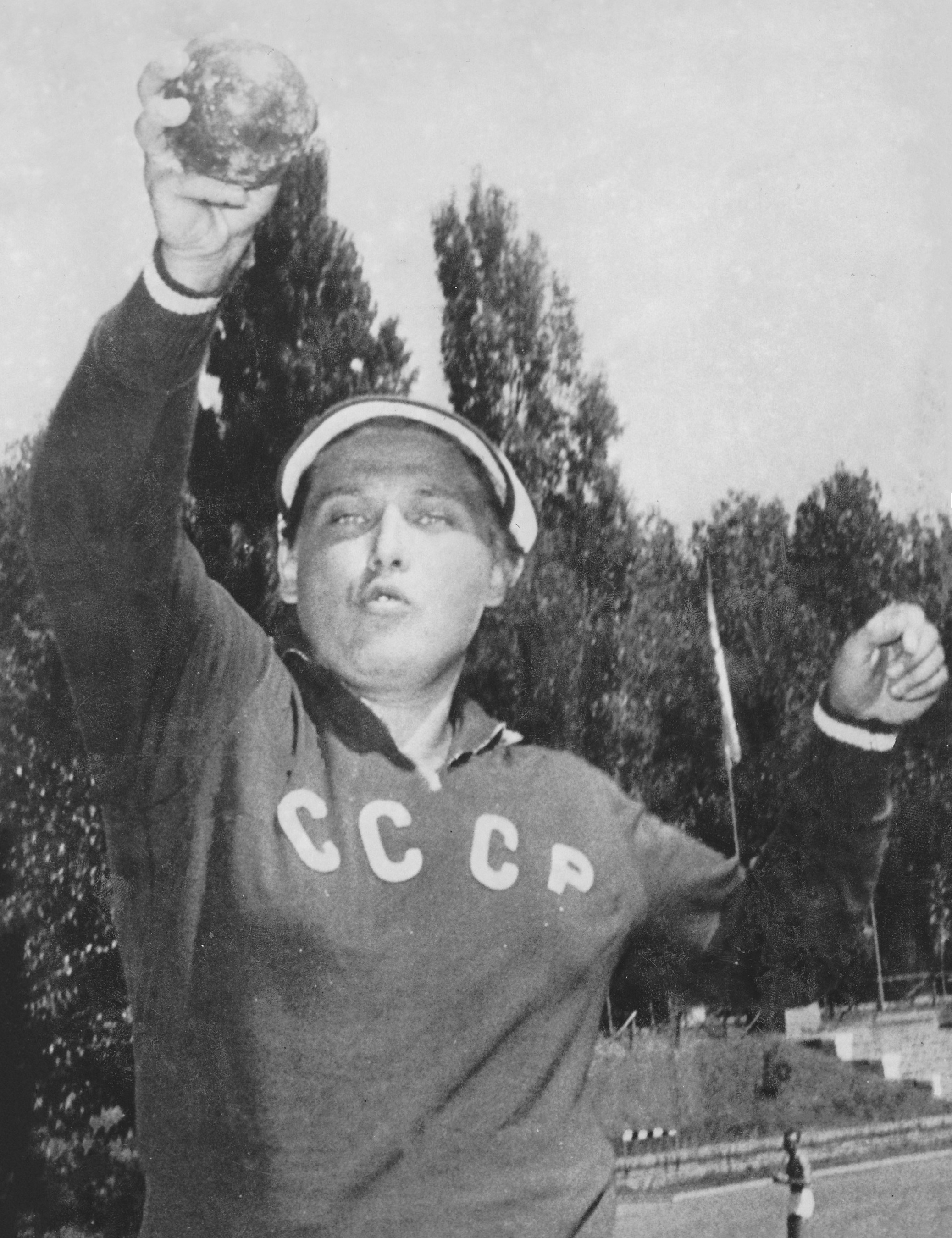
Рим 1960

Тамара Натанівна Пресс (10 травня 1937, Харків — 26 квітня 2021, Москва) — українська та російська радянська легкоатлетка, яка спеціалізувалася на штовханні ядра й метанні диска, олімпійська чемпіонка, рекордсменка світу.

## Життєпис
Батько сестер Пресс загинув на війні. Вони виховувалися в евакуації в Самарканді, потім навчалися в Ленінградському університеті.
За власним зізнанням, Тамара з дитинства була моторною дитиною: «бігала швидше від усіх хлопчаків з її подвір'я, стрибала через різноманітні перешкоди, словом, завжди рухалась».

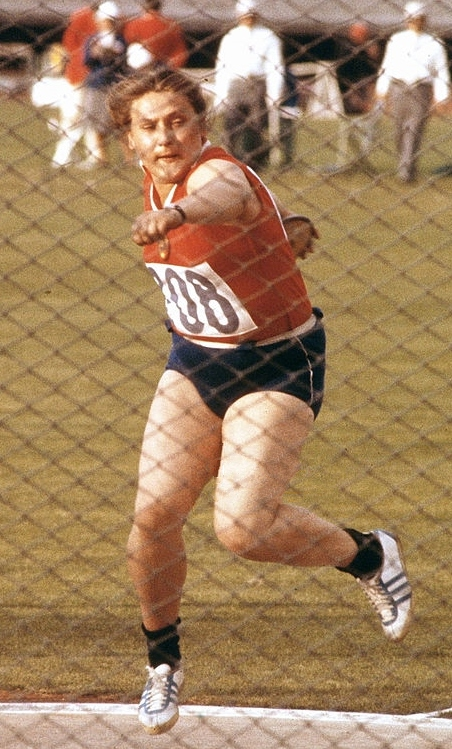
Токіо 1964

Першим тренером, який «відкрив» спортсменку ще в дитинстві, був Володимир Пантелеймонович Безсекерних. Потім вона тренувалася у Заслуженого майстра спорту СРСР, першого в Радянському Союзі Заслуженого тренера з легкої атлетики Віктора Ілліча Алексєєва в добровільному спортивному товаристві «Трудові резерви».
Вона та її молодша сестра Ірина Пресс, бігунка і п'ятиборка, відомі як «Сестри Пресс», виграли практично все, що можна було в легкій атлетиці, за винятком бігу на довгі дистанції.
На римській Олімпіаді в 1960 році Тамара здобула золоту медаль у штовханні ядра і срібло в метанні диска. На токійській Олімпіаді вона перемогла в обох змаганнях. В штовханні ядра і в метанні диска Тамара Пресс встановила шість світових рекордів.
Тамара також успішно виступала на чемпіонатах Європи. В 1958 році у Стокгольмі вона була третьою в штовханні ядра, а в 1962 році в Белграді стала європейською чемпіонкою в штовханні ядра й метанні диска.

## Питання щодо статі
Наприкінці 60-х років у спортивних лікарів з'явилися підозра, що сестри Пресс гермафродити, інші думали, що сестрам вводять чоловічі гормони. Західні засоби масової інформації відкрито називали їх «братами Пресс». Спортсменки збиралися взяти участь в Олімпіаді-1968 в Мехіко.
Однак після введення тесту на статеву приналежність (вперше його ввели в 1966 р. на чемпіонаті Європи з легкої атлетики в Будапешті, а з 1968 р. перевірка на статеву належність при проведенні Олімпіад стали обов'язковими), обидві сестри Пресс одразу припинили виступати на будь-яких міжнародних змаганнях. Разом з сестрами Пресс закінчили спортивну кар'єру багато інших радянських спортсменок.
За офіційною версією керівництва радянської збірної, у Тамари та Ірини Пресс «загострилися болі в спині, які не дозволили далі займатися спортом». «Тому, що дідусь захворів» — глузували західні ЗМІ
Підозри щодо статевої належності сестер з'явилися у Міжнародного олімпійського комітету ще в 1964 році, і несподівана відмова спортсменок від участі в змаганнях у Мехіко стала підтвердженням цих підозр. Західна спортивна преса сприйняла цей факт як зізнання з боку Радянського Союзу. Російські газети донині заперечують це звинувачення. Сама спортсменка заявила, що її змусило піти «відчуття міри»

## Життя після спортивної кар'єри
Після того як Радянський Союз припинив виставляти їх на міжнародних змаганнях, обидві сестри Пресс розпочали інші кар'єри. Тамара стала адміністратором-функціонером російського спорту.
Тамара закінчила Вищу партійну школу при ЦК КПРС і одержала напрям у ВЦРПС, де тривалий час працювала заступницею завідувача відділу фізкультури та спорту. Потім багато років працювала на керівних посадах у ЦК радянських профспілок. 1986 року стала віце-президентом профспілкового товариства «Росія».
Займала почесну посаду в управлінні російським спортом, як і Ірина до своєї смерті в 2004 році, працювала у Російській Раді добровільного фізкультурно-спортивного товариства «Динамо».